# Grant megye (Új-Mexikó)
Grant megye az Amerikai Egyesült Államokban, azon belül Új-Mexikó államban található. Megyeszékhelye és legnagyobb városa Silver City. Lakosainak száma 28 185 fő (2020. április 1.). Grant megye Catron, Hidalgo, Luna, Sierra és Greenlee megyékkel határos.

## Népesség
A megye népességének változása:
| Lakosok száma | 29 385 | 29 414 | 29 364 | 29 328 | 28 609 | 28 185 |
|               | 2010   | 2011   | 2012   | 2013   | 2015   | 2020   |